# مؤتمر لوزان
مؤتمر لوزان (بالإنجليزية: Conference of Lausanne)‏ اتفاقية سلام دولية للتفاوض على معاهدة جديدة بين تركيا وبريطانيا وفرنسا، وتتألف من 143 مادة أعادت تنظيم العلاقات بين هذه الدول في مرحلة ما بعد الحرب العالمية الأولى ورسمت حدودا جديدة بين هذه البلدان، وينظر إليها الأتراك باعتبارها "وثيقة تأسيس للجمهورية التركية"، كما وصفها بذلك الرئيس التركي رجب طيب أردوغان.

## السياق التاريخي
بعد إلغاء السلطنة بعشرين يوما لم تكن توجد سوى حكومة تركية واحدة هي حكومة أنقرة؛ فدعاها الحلفاء على مؤتمر الصلح في لوزان في (20 ربيع الأول 1340هـ - 20 نوفمبر 1922م) لإعادة النظر في معاهدة سيفر؛ فتشكل وفد تركي برئاسة عصمت إينونو وعضوية رضا نور والحاخام ناحوم (حاخام إسطنبول الأعلى)، وحدثت منازعات حامية في بداية المفاوضات بين وزير الخارجية البريطاني اللورد كرزون وعصمت إينونو، حيث أصرت بريطانيا على إلغاء السلطنة بإعلان الالتزام بالعلمانية وإلغاء الخلافة وطرد الخليفة وأسرته من البلاد والإبقاء على الموصل بعيدة عن تركيا، وكانت هذه هي الشروط الإنجليزية لإعطاء تركيا الاستقلال. وفشلت الجولة الأولى من المفاوضات، ثم دعيت الوفود مجددًا إلى لوزان للبحث من جديد في بنود معاهدة سيفر، ووافق الأتراك على الشروط الإنجليزية؛ فألغيت السلطنة في (20 ربيع الأول 1342هـ - 30 نوفمبر 1923م) وأعلنت الجمهورية، واختير أتاتورك رئيسا لها.
عقد المؤتمر في لوزان، سويسرا خلال عامي 1922 و1923، واستمر لمدة 11 أسبوعًا، واستمع الحاضرون إلى خطب من بنيتو موسوليني من إيطاليا وريمون پوانكاريه من فرنسا، وفي نهايته قبلت تركيا بالشروط السياسية و«حرية المضايق» والتي كانت همًّا رئيسيًّأ لبريطانيا.

## أحداث
كانت الأجواء السياسية قد تبدلت تماما بعد أن رفض مصطفى كمال أتاتورك معاهدة "سيفر" وعزل جميع الوزراء والمسؤولين الذين وقعوا على المعاهدة واستطاع إقناع الكرد بأن الدولة الحديثة سوف تضم الشعبين الكردي والتركي وشدهم إلى جانبه لخوض حرب الاستقلال ضد الفرنسيين واليونان وتحرير مناطق شاسعة بالإضافة إلى إقامة علاقات وثيقة مع لينين في الاتحاد السوفياتي الحديث، مما زاد من مخاوف الإنكليز والفرنسيين لانزلاق تركيا إلى أحضان الروس، ولهذا قدموا كثيرا من التنازلات على حساب الشعوب الأخرى.
خلال الحرب العالمية الأولى استطاع الضباط الأتراك الاتحاديون التخلص من الشعوب غير المسلمة القاطنة في ميزوبوتاميا والأناضول بارتكاب الإبادات العرقية على الأرمن والسريان والبونتوس على سواحل البحر الأسود والروم في وسط وغرب الأناضول. ومن خلال إلغاء "سيفر" تم لجم أية حقوق للكرد والأقليات الباقية.
مسألة وضع الموصل تم تأجيلها، حيث أن كرزون رفض التراجع عن موقف بريطانيا المصر على كونها جزءًا من العراق، إلا أن الوفد الفرنسي لم يحقق أي من أهدافه، وفي 30 يناير 1923 أصدر بيانًا بأنه لا يعتبر مسودة المعاهدة أكثر من «أساس للحوار»؛ لذلك رفض الأتراك التوقيع على المعاهدة، وفي 4 فبراير 1923 كرزون قام بزيارة أخيرة لتركيا لإقناعها بالتوقيع، وعندما رفضوا التوقيع فض وزير الخارجية البريطاني المفاوضات وغادر في ذات الليلة على قطار الشرق السريع.
معاهدة لوزان تم التوقيع عليها في 24 يوليو 1923. وعادت السيادة التركية على ما يقرب من كل الأراضي التي تشمل تركيا الحالية، وألغيت الامتيازات الأجنبية، وتقررت عدم مطالبة تركيا بالأملاك السابقة، وهي السياسة التي سارت عليها تركيا منذ ذلك الوقت، وتقرر تدويل بوغازي البوسفور والدردنيل، ونزع سلاح الأراضي الممتدة على جانبيهما.